# Трайко Райкович
Трайко Райкович (7 грудня 1937 — 27 травня 1970) — югославський баскетболіст.
Срібний призер Олімпійських Ігор 1968 року, учасник 1964 року.
Чемпіон світу 1970 року, срібний призер 1963 року.
Срібний призер Чемпіонату Європи 1965, 1969 років, бронзовий призер 1963 року.